# Моня, Йон
Йон Моня (рум. Ion Monea; 30 ноября 1940, Tohanu Vechi, Брашов, Румыния — 1 марта 2011, Бухарест, Румыния) — румынский боксёр, серебряный призёр Олимпийских игр 1968 года, бронзовый призёр Олимпийских игр 1960 года.

## Спортивная карьера
Начал заниматься боксом в 15-летнем возрасте. Выиграв национальный чемпионат среди юниоров в весе до 67 кг, переходит тренироваться в команду «Динамо» (Бухарест).
В 19 лет становится бронзовым призёром летней Олимпиады в Риме (1960). В Токио (1964) был лишь пятым, однако через четыре года в Мехико (1968) выигрывает серебро. В полуфинальном бою поляк Станислав Драган сломал Моне нос, и тот не смог выйти на решающий поединок с советским боксером Даном Поздняком.
В 1961—1963 гг. побеждал на балканском чемпионате. Завоевал «серебро» на европейских первенствах: в Москве (1963) и в Бухаресте (1969), «бронзу» — в Риме (1967). Являлся 11-кратным чемпионом Румынии — 1960—1964 (2-й средний вес), 1965—1970 (полутяжелый вес).
В 1971 г. завершил карьеру и работал тренером в бухарестском «Динамо».  В 2000 г. был награждён орденом «За верную службу» («Serviciul Credincios») I степени.